# 산양대역
산양대역(山羊台驛)은 조선민주주의인민공화국 량강도 백암군 산양로동자구에 위치한 백무선의 철도역이다. 개업 당시의 역 건물은 통나무로 지어졌었다.

## 연혁
- 1934년 9월 1일 : 백암-산양대 간 개통으로 영업 개시[2]